# جوناثان موفيت
جوناثان موفيت (بالإنجليزية: Jonathan Moffett)‏ هو موسيقي أمريكي، ولد في 17 نوفمبر 1954 في نيو أورلينز في الولايات المتحدة.

## وصلات خارجية
- جوناثان موفيت على موقع ميوزك برينز (الإنجليزية)
- جوناثان موفيت على موقع أول ميوزيك (الإنجليزية)
- جوناثان موفيت على موقع أول ميوزيك (الإنجليزية)
- جوناثان موفيت على موقع ديسكوغز (الإنجليزية)